# القرية (رواية بونين)
رواية "القرية" (بالروسية: Деревня) هي واحدة من أبرز أعمال بونين وأكثرها إثارة للجدل نُشرت لأول مرة عام 1910. وقد جاءت في وقت كانت فيه روسيا تمر باضطرابات سياسية واجتماعية واقتصادية حادة وتكشف الرواية من خلال عدسة دقيقة واقع الريف الروسي بعيدًا عن الصور الرومانسية التي تبناها بعض الكتّاب الروس في القرن التاسع عشر.
تمثل الرواية انحدارًا في المثالية الأدبية التي طغت على تصوير القرية الروسية في الأدب الكلاسيكي إذ تُصوَّر الحياة الريفية في هذه الرواية على أنها غارقة في الفقر والجهل والقسوة والانحطاط الأخلاقي. إنها لا تعكس فقط ملامح القرية كمكان بل تتغلغل في عمق الشخصية الروسية التي عانت من قرون من العبودية والتهميش.

## المؤلف
يُعد إيفان أليكسييفيتش بونين (1870 – 1953) من أبرز الأدباء الروس في مطلع القرن العشرين وقد عُرف بإبداعه الأدبي المرهف ولغته النثرية الراقية. حصل على جائزة نوبل في الأدب عام 1933 ليكون بذلك أول أديب روسي ينال هذا التكريم الرفيع. ترك بونين بصمة قوية في الأدب الروسي من خلال أسلوبه الواقعي العميق وتأملاته الوجودية وتجلّت كتاباته في الرواية والقصة القصيرة والمذكرات حيث عبّر عن رؤيته للحياة والإنسان والطبيعة من منظور فني وإنساني مؤلم أحياناً وصادق دائماً.
عُرف بونين بحنينه الدائم إلى روسيا الريفية لكنه لم يُجمل الواقع بل كشف عن التناقضات الاجتماعية والروحانية التي عاشها المجتمع الروسي في حقبة ما قبل الثورة. وقد دفعه هذا التوتر إلى مغادرة بلاده عقب الثورة البلشفية عام 1917 ليقضي بقية حياته في المنفى بفرنسا حيث واصل الكتابة بلغةٍ حنونةٍ لكنها ملأى بالمرارة.

## ملخص
تركز الرواية على حياة رجلين من الفلاحين هما الأخوان "تخيتيم أودود" و"كوزما" اللذان يعيشان في قرية روسية صغيرة تدعى "ديريفنيا" والتي تعني "قرية" بالروسية في زمن ما قبل الثورة. من خلال يومياتهما وصراعاتهما يرسم بونين لوحة قاتمة للواقع الاجتماعي والنفسي لسكان الريف.
"تخيتيم" هو شخصية عنيفة وغليظة وأنانية تحمل كثيراً من الجهل والكره والعدوانية. أما "كوزما" فهو على النقيض منه يبدو أكثر وعيًا وتعقلاً لكنه عاجز عن التأثير في مجريات الأحداث ما يجعله ضحية للبيئة التي يعيش فيها. وبين هاتين الشخصيتين تتجسد تناقضات المجتمع الريفي الروسي من صراعات طبقية وشخصية إلى أزمات هوية ومآسٍ نفسية.
القرية هنا ليست فقط خلفية للأحداث بل كيان حي يعكس وجهاً من وجوه روسيا وجهاً صعباً وقاسياً لم يره كثيرون من قبل في الأدب. لا نجد في الرواية ملامح من الجمال الطبيعي ولا سكينة الريف التي طالما تغنّى بها الأدباء بل العكس : هناك خراب روحي وانحلال أخلاقي وغياب شبه تام للقيم أو الإيمان.

## الفكرة العامة
ليست "القرية" رواية عن شخصين فقط بل دراسة اجتماعية ونفسية مكثفة عن روسيا العميقة روسيا التي نادراً ما تصل إلى سطح الخطاب الثقافي. أراد بونين أن يقول من خلالها إن المشكلة لا تكمن فقط في الأرستقراطية أو في الحاكم المستبد بل في تكوين الإنسان نفسه الذي أُهمل قروناً حتى تحوّل إلى كائن يعيش فقط من أجل البقاء بلا فكر بلا أمل وبلا تطلع للتغيير.
الرسالة الأعمق للرواية قد تكون تأكيدًا مريرًا على أن التغيير الثوري الذي كان يتغنى به المثقفون الروس ربما لن ينجح إذا لم يُبنَ على تغيير جذري في الوعي الإنساني. القهر الطويل وغياب التعليم والتحكم الاستبدادي بالناس أنتج أفرادًا لم يعودوا قادرين على النهوض أو حتى تخيل مستقبل مختلف.
إن الرواية تُنذر بالقادم وتستبق بطريقة سردية فريدة ما ستؤول إليه روسيا بعد الثورة : التمزق والانهيار القيمي والصراع المرير على البقاء.

## الأسلوب الأدبي
تتسم "القرية" بأسلوب واقعي جاف إلى حد كبير لكنه مُتقن ومكثف وصادم. يعتمد بونين على السرد الوصفي الدقيق ويبتعد عن التجميل أو البلاغة الإنشائية مما يجعل كل جملة كأنها طعنة صغيرة في بنية الصورة النمطية عن الريف. يستخدم اللغة بعناية قصوى فتبدو الكلمات أحيانًا مثل سكاكين تقشر الواقع من قشرته الخادعة.
يتخلل الرواية بعض المشاهد الشعرية لكنها نادرة وتأتي غالبًا في سياق التأمل بالحياة أو الموت مما يُضفي على النص نبرة فلسفية تتجاوز الحكي التقليدي. كذلك تتميز الرواية بقصر فصولها وتركيزها على تفاصيل صغيرة تعكس معاناة داخلية كبيرة ما يجعلها قريبة إلى الأسلوب القصصي في بعض الأحيان.
ولا يمكن إغفال الطابع السوداوي المتشرب في الأسلوب. لا شيء في الرواية يُطمئن القارئ أو يمنحه بصيص أمل وهذا جزء من استراتيجية بونين الفنية : أن يُشعر القارئ بأنه محاصر كما الشخصيات.

## النقد والاستقبال الأدبي
أثارت رواية "القرية" جدلاً كبيراً فور صدورها. فقد اعتبرها بعض النقاد "إساءة إلى الشعب الروسي" فيما رآها آخرون تحفة فنية تجسّد الحقيقة التي لم يجرؤ أحد على قولها. مثلاً انتقدها الكاتب الروسي الشهير مكسيم غوركي معتبراً أنها تصور الإنسان الروسي بشكل مهين ومُجحف بينما دافع عنها آخرون من منطلق أنها تكشف واقعاً لا يمكن إنكاره.
لكن على المدى الطويل اعترف معظم النقاد بأهمية الرواية ومكانتها في الأدب الروسي الحديث خاصة باعتبارها واحدة من أوائل الأعمال التي تجرأت على تصوير الواقع الريفي بدون تجميل أو تحريف. وتكمن قوة الرواية في صدقها وجرأتها وليس في إرضاء الذائقة العامة أو الانسجام مع الخطاب الأدبي المألوف.
وقد أسهمت هذه الرواية إلى جانب أعمال بونين الأخرى في تتويجه بجائزة نوبل لاحقًا كاعتراف عالمي بجودة فنه الأدبي وتميّز لغته السردية.

## القرية في مقابل المدينة: خلفيات أيديولوجية
من المثير للاهتمام أن بونين القادم من طبقة نبلاء مهددة بالزوال يكتب عن الفلاحين بهذه القسوة مما فتح باب النقاش حول دوافعه الفكرية. فهل كان يعكس احتقارًا طبقيًا؟ أم أن هدفه كان أعمق من ذلك وأنه أراد أن يصور انهيار البنية الإنسانية في كل أطراف روسيا لا فرق فيها بين غني وفقير؟
في المقابل، كانت المدينة مع أن قسوتها رمزًا للتقدم عند بعض الأدباء الروس بينما القرية ظلّت رمزًا للبساطة أو الأصالة. لكن بونين قلب هذه الصورة رأساً على عقب مُبيناً أن القرية ليست مدينة فاضلة بل مكان تختنق فيه الأرواح ويُستنسخ فيه القهر عبر الأجيال.